# Joane
Joane ist eine Freguesia (dt.: Gemeinde) und Vila (dt.: Kleinstadt) im Norden Portugals.

## Geschichte
Erstmals offiziell erwähnt wurde Joane im Jahr 1065. Der Ortsname geht weit zurück auf ein Landgut aus römischer Zeit, der hiesigen Villa rustica des Großgrundbesitzers Joannem.
Am 3. Juli 1986 wurde Joane zur Kleinstadt (Vila) erhoben.

## Verwaltung
Joane gehört zum Kreis (Concelho) von Vila Nova de Famalicão im Distrikt Braga, besitzt eine Fläche von 7,3 km² und hat 7946 Einwohner (Stand 19. April 2021).

## Städtepartnerschaften
- Léognan, Frankreich (seit 1997)
- Paulista, Brasilien (Kooperationsabkommen seit 2000)[4]

## Sport
Der 1930 gegründete Fußballverein Grupo Desportivo de Joane trägt seine Heimspiele im 3.500 Zuschauer fassenden Estádio de Barreiros aus. Der Verein spielt in der Saison 2013/14 in der Spielgruppe Série B der Dritten Liga Portugals, dem Campeonato Nacional de Seniores.

## Söhne und Töchter der Gemeinde
- Nuno Melo (* 1966), konservativer Politiker